# Arctia arcuata
Arctia arcuata là một loài bướm đêm thuộc phân họ Arctiinae, họ Erebidae.